# قانون التوحيد والتعريب والمغربة
قانون التوحيد والتعريب والمغربة هو قانون صدر في المغرب بعد نيل الاستقلال وهو ينقسم إلى ثلاثة أقسام هي:
1 التوحيد:وهو توحيد القوانين في المغرب حيت كانت مناطق المغرب تحكم من خلال قانونين هما قانون الإلتزمات والعقود الفرنسي وبين القانون المدني الإسباني
2التعريب:جعل القانون المغربي باللغة العربية عوض اللغة الفرنسية والإسبانية
3المغربة:أما المغربة فهي جعل الأطر العاملة في المجال القضائي من المغاربة.